# Ali e radici
| Críticas profissionais | Críticas profissionais |
| Avaliações da crítica  | Avaliações da crítica  |
| Fonte                  | Avaliação              |
| ---------------------- | ---------------------- |
| AllMusic               | 4 de 5 estrelas.       |

Ali e radici (Alas y raices na versão em espanhol) é o décimo primeiro álbum de estúdio do cantor italiano Eros Ramazzotti lançado em 2009.

## Faixas
| N.º | Título                            | Duração |  |
| 1.  | "Appunti E Note"                  | 3:54    |  |
| 2.  | "Il Cammino"                      | 3:46    |  |
| 3.  | "Parla Con Me"                    | 3:58    |  |
| 4.  | "L' Orizzonte"                    | 3:46    |  |
| 5.  | "Affetti Personali"               | 3:30    |  |
| 6.  | "Controvento"                     | 3:45    |  |
| 7.  | "Ali E Radici"                    | 4:17    |  |
| 8.  | "Bucaneve"                        | 4:10    |  |
| 9.  | "Nessuno Escluso"                 | 3:45    |  |
| 10. | "Non Possiamo Chiudere Gli Occhi" | 3:49    |  |

## Paradas
| Paradas (2009)                      | Melhor posição | Vendas   | Certificação |
| ----------------------------------- | -------------- | -------- | ------------ |
| Argentina Albums Chart              | 1              |          |              |
| Austrian Albums Chart               | 2              |          |              |
| Belgium (Flanders) Albums Chart     | 6              |          | Ouro         |
| Belgium (Wallonia) Albums Chart     | 3              |          | Ouro         |
| Croatian Albums Chart               | 1              |          |              |
| Cyprus Albums Chart                 | 5              |          |              |
| Czech Republic Albums Chart         | 5              |          |              |
| Danish Albums Chart                 | 4              |          |              |
| Dutch Albums Chart                  | 2              |          |              |
| Finnish Albums Chart                | 13             |          |              |
| French Albums Chart                 | 5              |          |              |
| German Albums Chart                 | 4              |          |              |
| Greek Albums Chart                  | 1              |          |              |
| Hungarian Albums Chart              | 2              |          | Ouro         |
| Israel Albums Chart                 | 20             |          |              |
| Italian Albums Chart                | 1              | 245,000+ | 3× Platina   |
| Mexico Albums Chart                 | 17             |          |              |
| Russian Albums Chart                | 15             |          |              |
| Slovenian Albums Chart              | 2              |          |              |
| Spanish Albums Chart                | 2              |          |              |
| Swedish Albums Chart                | 2              | 20,000   | Ouro         |
| Swiss Albums Chart                  | 1              | 40,000   | Platina      |
| U.S. Billboard Top Latin Pop Albums | 13             |          |              |
| U.S. Billboard Top Latin Albums     | 52             |          |              |